# Corujão da Poesia
O Corujão da Poesia - Universo da Leitura é uma iniciativa de extensão e cultura da Universidade Salgado de Oliveira-UNIVERSO , coordenada pelo Assessor de Cultura João Luiz de Souza (o João do Corujão)  em parceria com uma comunidade de artistas e entidades culturais e filantrópicas.
O Corujão é um sarau que acontece durante as madrugadas três vezes por semana nas cidades de São Gonçalo , Niterói  e Rio de Janeiro, com o objetivo de divulgar a leitura e cria um espaço para pessoas que gostam de arte em geral. O evento é a única vigília de caráter semanal, permanente, no Brasil.
O Corujão da poesia é uma atividade institucional na UNIVERSO, voltado para a formação do prazer da leitura. O formato do evento é uma consagração de difusão da poesia e da leitura, através do diálogo permanente com  agentes de formação de leitura, autores, artistas, e público em geral. O padrinho do projeto é o cantor Jorge Ben Jor , e conta com colaboração voluntária de Natália Parreiras (na produção executiva dos encontros) e dos artistas Glad Azevedo e Marcio Bragança nas curadorias musicais.

## História
O projeto foi inspirado em vigílias de literatura inciados em 1995 pelo músico Jorge Ben Jor, e começou institucionalizado em 2004 na cidade de São Gonçalo e posteriormente se estendeu para Niterói e Rio de Janeiro. O projeto inicialmente se chamava "Dizer Poesia - Universo da Leitura", e teve como primeira sede a livraria 24 horas no Leblon . O sarau acontecia no horário entre meia noite ás 6 horas da manhã, nas segunda e terça feiras, períodos de baixo movimento no estabelecimento. No início um grupo de aproximadamente 25 pessoas reuniam-se no café da livraria para ler textos diversos, com apoio da Reitora da Universidade Salgado de Oliveira, a Profa. Marlene Salgado de Oliveira. Após o início das apresentações o número de participantes cresceu e o andar de baixo da Livraria passou a ser utilizado, sendo o ator Freddy Ribeiro o primeiro a declamar poesia no novo espaço, onde o projeto permaneceu até 2008. Desde então, o Corujão da Poesia migrou para diferentes livrarias e casas culturais da cidade.
Como projetos paralelos o Corujão promove a arrecadações e distribuição permanente de livros, até 2008 com o objetivo de criar Bibliotecas Solidárias, e atualmente criando Pontos de Libertação de Livros com a participação de um movimento social conhecido como "Redes de Agentes de Leitura". Ao longo dos anos do projeto, foram mais de 350 mil livros distribuídos  incluindo a experiência em 2012 de envio de livros em língua Francesa para o Haiti, com apoio de Gisele Frists Cyrneiros, viúva do Coronel Cyrneiros, falecido no terremoto no Haiti durante a Missão de Paz do Brasil. Atualmente o projeto continua com a participação de editoras francesas que conheceram o projeto no Brasil. Há também uma parceria com a Biblioteca Nacional do Brasil e com a Festa Literária Internacional de Pernambuco (Fliporto) , e a Flip.

## Projeto Biblioteca Solidária
Como extensão do Corujão da Poesia - Universo da Leitura iniciou-se um trabalho filantrópico de coleta e distribuição de livros. As atividades começaram com apoio da Escola Americana, montando uma biblioteca solidária no Instituto Imaculada, no Orfanato em São Gonçalo, no bairro de Trindade. A segunda biblioteca foi montada em uma delegacia de polícia em Nova Iguaçu, onde tinha 700 presos. Outras bibliotecas foram montadas em salas de associação de moradores no Complexo do Alemão (inaugurada pelo desembargador Siro Darlan e com a participação da ONG AfroReggae), e hospitais da cidade do Rio de Janeiro e região. Após 2008 contudo se constatou que em muitas entidades e instituições os livros ficavam imobilizados por falta de pessoal administrativo para gerenciar as bibliotecas, e o projeto mudou de forma: deixou de focar criar bibliotecas para desenvolver pontos de libertação de livros.

## Pontos de libertação de livros
Na segunda fase de extensão de incentivo à leitura foram criados pontos de libertação de livros. O objetivo era evitar que os livros tivessem donos, como numa biblioteca, e conceituar que cada pessoa pudesse pegar livros e levar. Pontos de libertação foram criados em bibliotecas, no Hospital Estadual Geral Alberto Torres, na Promotoria Pública de Nova Iguaçu, no Lar Samaritano, e outros locais. O projeto deu origem ainda à contatos em comunidades, as "Redes de Agentes de Leitura", que tem apoio da Universidade Salgado de Oliveira mas também do Governo Federal, do Governo do Estado do Rio de Janeiro, de editoras que colaboram e voluntários, que promovem pontos de libertação em pontos diversos como em LAN house, consultórios médicos e salas de espera, ,escolas, orfanatos, dentre outros locais. O que se espera de uma estante de livros de libertação é que o público se depare em momentos inusitados com livros, e que este possa ser levado sem necessariamente precisar ser devolvido:  o importante é saber que o livro está circulando.

## Atuação internacional
Em 2012, com um pedido especial de ajuda de Gisele Cysneyros, viúva do coronel Cysneyros que participou ativamente do das missões pela paz do Brasil no Haiti, abriu-se uma nova oportunidade a de enviar livros na língua francesa para este país. Um passo que repercutiu na França, mobilizando interessados em contribuir com doações.